# Hermann Ludwig Wolfram
Hermann Ludwig Wolfram, Pseud. F. Marlow, (* 9. Dezember 1807 in Schkeuditz; † 11. März 1852 in Leipzig) war ein deutscher Schriftsteller.

## Leben
Grundlegende biografische Daten wurden 1884 in der Allgemeinen Deutschen Biographie gesichert. Nachdem er 1903 schon im Goethe-Jahrbuch auf Wolframs Faust-Dichtung aufmerksam gemacht hatte, veröffentlichte Otto Neurath 1906 die einzige größere Arbeit zu Wolfram. In einer knapp 500-seitigen Einleitung zur Neuausgabe des Wolfram’schen Faust versammelte er zahlreiche biografische Belege und lieferte grundlegende Interpretationen der ihm bekannten Werke des Autors.
Sein Pseudonym ‚F. Marlow‘ ist ein Anagramm seines Nachnamens Wolfram (und erinnert an Christopher Marlowe, der mit seinem Stück Doctor Faustus um 1592 den Reigen der Faust-Dramen begann).

## Werke
- Faust. Ein dramatisches Gedicht in drei Abschnitten (1839) (Faust in der Google-Buchsuche) (digitalisierte Version)
- Gutenberg. Drama in fünf Aufzügen (1840) (Gutenberg in der Google-Buchsuche)